# 士毛月
2°57′N 101°51′E / 2.950°N 101.850°E
士毛月（爪夷文：‎）是一座位於馬來西亞雪蘭莪州烏魯冷岳縣的小鎮和巫金。
該鎮北臨加影，在其東南部8公里（5英里）處、南邊為雪-森邊界、東接武來岸、西為萬宜新鎮。此外，該鎮還是英國頂尖研究型大學諾丁漢大學的馬來西亞分校所在之處，僅離士毛月市區4公里（2.5英里），即9分鐘左右車程。該鎮内坐擁群山中的水壩士毛月水壩擁有怡人景色，也是附近多個城市的供水來源。

## 名稱
該鎮的名字「Semenyih」來源並不確定，該字也未出現在任何詞典内。不過根據當地人的口述傳説，他源於森州馬來語方言（當地米南加保語言），意思是「隱藏」，而在現在的標準馬來語中，關於「隱藏」的單詞應為「sembunyi」。

## 地理及城镇发展
士毛月处于以丘陵为主的中央山脉（蒂蒂旺沙山脉）区域西南角，周边自然景观秀丽，也有许多山林瀑布。该镇位于士毛月河流域，其水源主要来自士毛月水壩，为附近多个城市提供供水支持，而邻近最高峰为“煤炭山”（Bkt. Arang），海拔560米。
过去，士毛月主要以农业为主，土地成本低廉。然而，近年来随着城市化进程加速和交通网络逐步完善，士毛月正经历从传统农业区向现代城镇的转型。据统计，区域内已迎来超过10项大小型屋苑发展计划，总开发面积预计超过3000英亩。多家大型发展商如实达集团、绿盛世、美景控股、碧桂园集团，以及MAYLAND集团和UEMSunrise集团的进驻，推动了当地基础设施和社区环境的全面提升。这些城镇计有绿盛世御璟城（Eco Majestic）、实达绿岭轩（Setia EcoHill）、绿盛世森城（EcoForest）、碧桂园钻石城（Country Garden Diamond City）、加影东城（Kajang East）、实达孔雀城（Setia Mayuri）等。最新发展为马星集团计划将500英亩土地开发为马星乐嘉城（M Legasi），估计在8至10年内全面完成。
随着主要交通干道的不断规划与建设——包括建设中的东巴生谷大道（EKVE），其将双溪龙镇与安邦等区域相连——士毛月逐渐融入大吉隆坡都市圈，形成了便利的交通网络。此举不仅促进了区域内人员和资源的流动，也为城镇进一步扩展和多元化产业发展奠定了基础。
新城镇规划注重社区整体构建，强调公共绿地、教育设施、宗教场所和礼堂等基础配套的完善。例如，双威士毛月镇作为沿加影—士毛月路（1号联邦公路）（1號聯邦公路）开发的新城镇，规划分19个阶段进行，设有包括带游泳池的会所和咖啡馆在内的公共设施，形成了一个功能齐全、宜居的社区。
士毛月拥有宽广的土地储备和逐步完善的交通条件，为城镇扩展提供了得天独厚的条件。随着著名发展商的持续入驻和区域综合规划的不断推进，士毛月正逐步成为政府推动城乡一体化、区域均衡发展的新城市区，预示着未来该地区在经济和社会发展上将迎来全新的篇章。

### 焚燒爐項目
聯邦政府曾計劃在士毛月和武來岸之間興建一個耗資15億令吉的項目。2005年初，作爲回應當地民衆的反對，政府發佈了一項臨時禁令，停止了該項目。目前，該項目已經被取消多年。

## 歷史

### 早期歷史
1880年代，士毛月河（Sg. Semenyih）附近發現了豐富的錫礦礦脈，吸引來自華南的華工紛紛湧入，該鎮就是在這個時候開埠。該地錫礦業的蓬勃發展促使該鎮人口激增，當時大部分的華工（新客華人）皆爲客家人。
然而，隨著20世紀初錫價大跌，士毛月的礦場紛紛倒閉，礦工們也大量離去。爾後，由於橡膠業的冒起，士毛月又從返興旺。1938年，由於當地華民佔當地人口有八成，當地縣政府發出2,392張臨時地契，供華民從事養殖業和種植業。

### 新村歷史
烏魯冷岳縣共有12個華人新村，其中十個為傳統新村，兩個為重組村（Kg. Baru Rangkaian），士毛月新村（Kg. Baru Semenyih）便是其中的傳統新村。
士毛月開埠至今也有逾百年歷史，在二戰後的緊急法令頒佈以前，該真是個被橡膠園包圍的地方，大部分村民都擁有一塊橡膠園地。
緊急法令頒佈後，畢裏斯計劃開始實施，所有華民都被聚集在一個村落，就稱爲「新村」（Kg. Baru Cina），以斷絕華民與馬共游擊隊接觸。建村初期，英殖民政府實施軍事管控，村民日常作息及出入都被嚴格管理。當時英軍極力反共與共產主義份子發生如火如荼的戰爭，村民們飽受戰火的恐懼。在當時，雪蘭莪東部山區可是共產主義份子的活躍地區。
居民們只能在清晨6時外出，下午2時就必須離開膠園返回新村，傍晚6時開始戒嚴。住在籬笆網内的村民，進出新村都必須經過嚴厲的關卡檢查，然後再搜身，嚴厲限制村民的活動，村民若要在此時離開新村，就必須向當局申請准證。更甚的是，有時戰事緊急時村民還被要求脫衣搜身，令村民反感不已。在有謠傳村裏有共產主義者時，英軍便會展開搜捕，把全村居民逐個叫出，並找出其中的「可疑人物」，若被英軍認爲可疑，輕則遣送回（英軍稱「回」，即便是土生土長的華民）華，重則當場槍斃，格殺勿論。組多村民都懼怕這條規矩，所以都盡己全力迎合英軍。
此外，當時村民嚴禁在家做飯，唯有在固定的用餐時間到村裏的食堂吃「大鍋飯」，以防止華民向馬共游擊隊提供糧食。1956年改實施斷糧行動，家家戶戶只能帶著飯煲到村裏食堂根據家裏人口取飯。後來，殖民政府改爲派發「米牌」，每個家庭都要帶著米牌上街買米，並限制每戶只能購入一斤（11⁄3磅，453.6克）米。
1949年，英殖民政府爲了瓦解共產主義及與華民接濟，便一把火把市區30多間店鋪及住宅燒毀，導致居民無家可歸，紛紛來到士毛月。1956年，馬共副總書記楊果在士毛月被英軍伏擊身亡。此後，該鎮開始歸爲平靜安寧。

## 交通

### 車輛或摩托
1號聯邦公路是士毛月的主幹道，也是該鎮最古老的公路，該路銜接該鎮與北部的吉隆坡、加影和南部的芙蓉市。此外 B36 雪蘭莪36號公路是前往森州武來岸的唯一幹道。此外，還有  31號聯邦公路銜接士毛月到西邊的萬津，途經萬宜（Bangi）、布城、賽城、龍溪。 加影—芙蓉大道也途徑此鎮，促使該鎮的交通便捷。

### 大衆運輸
士毛月有 UNMC-Kajang 接駁車服務，從 Broga 附近的諾丁漢大學校前往  KG35  KB6  加影火車站。
rapidKL的巴士「T450」也有鏈接士毛月鎮和  KG34  加影體育場站的服務。

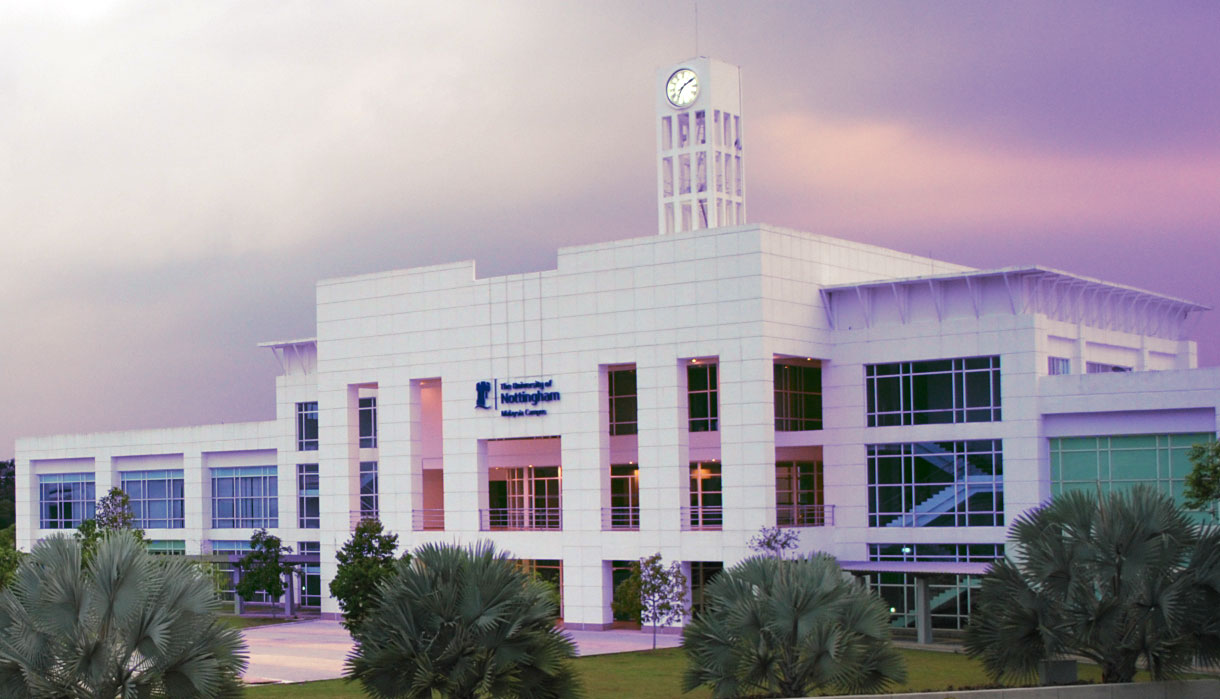
諾丁漢大學馬來西亞分校

## 州議席
士毛月州议席（編號：N24），是马来西亚雪兰莪的州立法议会议席之一，于1958年创设至今，目前選民有97,300人。截至2023年，现任士毛月州议员为鲁斯马夫兹（Nushi Mahfodz），来自国盟伊斯兰党。

## 教育

### 小學
- SK Semenyih
- SK Bandar Rinching
- SK Hulu Rinching
- SJK(C) Kampung Baru Semenyih（士毛月新村華小）
- SJK(C) Sin Ming（士毛月新民華小）

### 中學
- SMK Bandar Rinchang
- SMK Engku Husain

### 大學
- University of Nottingham Malaysia

### 國際學校
- Tenby International School Setia EcoHill
- Maverick International Secondary School